# Владисан
«Владисан» — музыкальная трагедия русского писателя Якова Княжнина, представляющая собой подражание трагедии Вольтера «Меропа». Была впервые поставлена на сцене в 1784 и опубликована в 1787 году.
В изначальном варианте сюжета центральную роль играет Меропа, мессенская царица из греческой мифологии. Против своей воли она становится женой Полифонта, убийцы её первого мужа. Впоследствии в царском дворце появляется мужчина, объявивший, что он убил её сына от первого брака. Меропа решает убить его, но случайно узнаёт, что это и есть её сын, придумавший хитрость, чтобы приблизиться к Полифонту. Вместе мать и царевич убивают узурпатора. Этот сюжет, впервые использованный Еврипидом в пьесе «Кресфонт», обрёл популярность в драматургии XVI—XVIII веков. Особенный успех снискала трагедия Шипионе Маффеи, которую переделал Вольтер.
В пьесе Княжнина тиран получил имя Витозар. Все придворные раболепствуют перед ним, но искренний и честный народ, выйдя на сцену, заставляет их признать власть законного князя — Владисана. Исследователи констатируют, что в этой трагедии так же, как в написанных ранее «Дидоне» и «Титовом милосердии», драматург делает основную ставку на внешнюю эффектность постановки.
До «Владисана» Княжнин использовал тот же сюжет в трагедии «Ольга».